# Isradipin
Isradipin ist ein Arzneistoff aus der Klasse der Calciumantagonisten vom Dihydropyridin-Typ, der als Antihypertonikum verwendet wird. Als besonderes Strukturmerkmal weist es einen Benzo-Oxadiazol-Ring (veraltet Benzo-Furazan) auf.
Isradipin wird über den Darm gut aufgenommen, unterliegt aber einem ausgeprägten First-Pass-Effekt, so dass die Bioverfügbarkeit mit 15–24 % angegeben wird. Nach 0,4 bis 2,5 h ist eine maximale Plasmakonzentration erreicht; die Halbwertszeit beträgt etwa 9 h. Das Enzym Cytochrom P450 3A4 ist am Abbau beteiligt.

## Darstellung und Eigenschaften
Isradipin wird nach Heitzmann aus 2,1,3-Benzoxadiazol durch Umsetzung mit LDA in Dimethylformamid und Erhitzen des entstehenden 2,1,3-Benzoxadiazol-Aldehyds mit Aminocrotonsäuremethylester und Acetessigsäureisopropylester in Isopropanol in guter Ausbeute erhalten. Die kristalline, gelbe Substanz besteht aus einem Gemisch der (S)-(+)- und der (R)-(−)-Form, das bei 168–170 °C schmilzt und sich unter Licht- und Lufteinwirkung und beim Erwärmen zersetzt. Deshalb wird es dunkel bei 2–8 °C unter Stickstoffatmosphäre gelagert.

## Stereochemie
Isradipin enthält ein Stereozentrum und besteht aus zwei Enantiomeren, genauer Atropisomeren. Hierbei handelt es sich um ein Racemat, also ein 1:1-Gemisch von (R)- und der (S)-Form:
| Enantiomere von Isradipin | Enantiomere von Isradipin |
| ------------------------- | ------------------------- |
| (R)-Isradipin             | (S)-Isradipin             |

## Wirkungen, Resorption und Elimination
Der dem Nifedipin ähnliche Calciumantagonist mit hoher Affinität zu Calciumkanälen in der glatten arteriellen Gefäßmuskulatur bewirkt sehr selektiv eine Tonussenkung der glatten Gefäßmuskulatur. In Studien konnte gezeigt werden, dass die Substanz neben der vasodilatatorischen auch eine natriuretische (natriumausscheidende) Wirkung besitzt und sich eine linksventrikuläre Hypertrophie bei Isradipin-Therapie zurückbildet. Bei oraler Gabe wird der Arzneistoff zu 90–95 % im Darm resorbiert und zu 97 % an Plasmaeiweiß gebunden. Im Tierversuch war Isradipin in der Lage, die Blut-Hirn-Schranke zu durchdringen. Beim Einsatz in der Humanmedizin wird der Stoff vollständig metabolisiert und zu 60–65 % über die Nieren und zu 25–30 % über die Faeces ausgeschieden.

## Handelsnamen
Monopräparate
Lomir (A, CH), Vascal (D)